# مالک گوهرن
مالک گوهرن (به آلمانی: Malk Göhren) یک شهر در آلمان است که در لودویگسلوست-پارشیم واقع شده‌است. مالک گوهرن ۵۵۲ نفر جمعیت دارد.